# Курило Володимир Михайлович
Володимир Михайлович Курило (27 липня 1921, місто Лебедин, тепер Сумської області — 1 серпня 2024) — український радянський діяч, історик, секретар Чернівецького обласного комітету КПУ, заступник міністра освіти Української РСР. Доктор історичних наук (1982), професор (1985).

## Біографія
З вересня 1941 до жовтня 1942 року — служив у органах НКВС СРСР, учасник німецько-радянської війни.
Член ВКП(б).
З 1945 року перебував на партійній роботі.
У 1953 році закінчив Львівський педагогічний інститут.
У листопаді 1963 — 1969 року — секретар Чернівецького обласного комітету КПУ з ідеології.
У 1969—1975 роках — перший проректор Чернівецького державного університету.
У 1975—1989 роках — заступник міністра освіти Української РСР.
У 1989—2006 роках — професор кафедри історії України Київського лінгвістичного університету. 
Наукові дослідження: соціальні і національні рухи на Півночі Буковині у 1-й половині ХХ ст., історія педагогіки в Україні. Автор понад 160 праць, серед яких близько 20 монографій та навчальних посібників. Під його керівництвом виконано і захищено 16 кандидатських дисертацій.
З 2006 року — на пенсії в місті Києві.

## Основні праці
- Північна Буковина, її минуле і сучасне. Ужгород: Карпати, 1969 (співавт.)
- Вплив Великої Жовтневої соціалістичної революції на розвиток революційного руху на Буковині. Чернівці, 1973
- У боротьбі за визволення. 1922—1940. Львів, 1977
- Історія України: Навчальний посібник. Книги 1–2. К., 1995 (співавт.)
- Методика організації науково-дослідної роботи: Навчальний посібник. К., 2000 (співавт.)
- Освіта України і науково-технічний прогрес: історія, досвід, уроки. К., 2006 (співавт.)

## Звання
- старший лейтенант

## Нагороди та відзнаки
- три ордени
- медаль «За оборону Сталінграда»
- медалі
- медаль Національної академії педагогічних наук України «Ушинський К. Д.»
- нагрудний знак Міністерства освіти і науки України «Петро Могила»
- нагрудний знак «А. С. Макаренко»